# 도요사토촌 (지바현)
도요사토촌(豊里村)은 지바현 가토리군에 일찍이 존재했던 촌이다. 

## 지리
- 현재의 조시시 북서부에 해당한다.

## 역사
- 1889년 4월 1일 - 정촌제 시행에 가토리군 도요사토촌이 성립하였다.
- 1933년 3월 11일 - 국철 나리타선의 사사가와역 - 마스가와역간의 개통과 함께 시모사토요사토역이 개통하였다.
- 1955년 2월 11일 - 조지시에 편입해 동일 도요사토촌은 폐지되었다.

## 인구
| 1891년 | 2,101 |
| 1908년 | 2,272 |
| 1920년 | 2,553 |
| 1950년 | 3,808 |

## 참고문헌
- 角川日本地名大辞典編纂委員会『角川日本地名大辞典 12 千葉県』、角川書店、1984年 ISBN 4040011201